# Eugenia Zaharia
Eugenia Zaharia (n. 29 mai 1903, Constanța, România – d. 23 octombrie 1992, București, România) a fost o actriță română de teatru, care a fost distinsă cu titlul de artist emerit.
A activat la Teatrul C.F.R. din București.

## Distincții
- Ordinul Muncii clasa a III-a (23 ianuarie 1953) „pentru merite deosebite, pentru realizări valoroase în artă și pentru activitate merituoasă”[3]
- titlul de Artist emerit al Republicii Populare Romîne (3 noiembrie 1956) „pentru merite deosebite în activitatea artistică”[4]
- Ordinul „Meritul Cultural” clasa a III-a (6 noiembrie 1967) „pentru merite deosebite în domeniul artei dramatice”[5]